# Muzzy Izzet
Mustafá "Muzzy" Kemal Izzet (Londres, Inglaterra, 31 de octubre de 1974) es un exfutbolista turco que nació en Inglaterra. Jugó toda su carrera en equipos de Inglaterra pero debido a sus orígenes, decidió jugar para la selección de Turquía.

## Participaciones en Copas del Mundo
| Mundial                        | Sede                  | Resultado    |
| ------------------------------ | --------------------- | ------------ |
| Copa Mundial de Fútbol de 2002 | Corea del Sur y Japón | Tercer lugar |

## Clubes
| Club               | País       | Año         |
| ------------------ | ---------- | ----------- |
| Chelsea FC         | Inglaterra | 1993 - 1996 |
| Leicester City FC  | Inglaterra | 1996 - 2004 |
| Birmingham City FC | Inglaterra | 2004 - 2006 |
| Thurmaston Town FC | Inglaterra | 2009        |

## Palmarés

### Campeonatos nacionales
| Título                  | Club           | País       | Año  |
| ----------------------- | -------------- | ---------- | ---- |
| Copa de la Liga Inglesa | Leicester City | Inglaterra | 1997 |
| Copa de la Liga Inglesa | Leicester City | Inglaterra | 2000 |